# Beat (gruppo musicale)
I Beat erano un gruppo musicale finlandese attivo dal 1979 al 1992 e formato da Janne Engblom, Kim Engblom, Tina Krause e Tina Pettersson.
Hanno rappresentato la Finlandia all'Eurovision Song Contest 1990 con il brano Fri?.

## Carriera
I Beat sono saliti alla ribalta nel 1981 con il loro secondo posto al concorso musicale televisivo Syksyn sävel, dove hanno presentato il loro singolo di debutto Tulevaisuuden lapset. L'anno successivo hanno pubblicato il loro primo album, A Hope for Peace, su Seleta Records.
Nel 1990 i Beat hanno partecipato al programma di selezione del rappresentante finlandese all'Eurovision Song Contest. Dopo aver vinto con il loro inedito Fri?, diventando quindi i primi rappresentanti finlandesi con una canzone in lingua svedese, hanno preso parte alla finale eurovisiva a Zagabria, dove si sono piazzati all'ultimo posto congiunto insieme alla Norvegia su 22 partecipanti con 8 punti totalizzati.

## Discografia

### Album
- 1982 – A Hope for Peace
- 1990 – Beat

### Singoli
- 1981 – Tulevaisuuden lapset
- 1988 – Mayday Mayday (con Jonna Tervomaa e Timo Tervo)
- 1990 – Free?/Fri?
- 1990 – Kuuletko äänen rakkauden